# Атлетика на Летњим олимпијским играма 1912.
Атлетска такмичења на 5. Летњим олимпијским играма у Стокхолму 1912 године одржавала су се на Олимпијском стадиону у периоду од 6. до 15. јула 1912. На овом стадиону било је 6 кружних стаза али је дужина била нешто краћа него данашња, а износила је 385 метара.
Такмичило се у 30 дисциплина само у мушкој конкуренцији. Учествовало је 535 атлетичара из 27 земаља. Због искуства ранији игара, да домаћини у појединачним дисциплина убаце по неколико десетина такмичара, на овим играма дозвољено је да у једној дисциплини учествује највише 12 такмичара исте нације. Уместо трке ма 5 миља са прошлих игара уведене су две дисциплине трчања на 5.000 и 10.000 метара
Највише успеха имали су атлетичари САД са укупно освојеном 41 медаљом (16 златних, 13 сребрних и 12 бронзаних). Од 27 земаља учесница 12 их је освајало олимпијске медаље.
На играма је постигнуто 5 најбољих времена на свету (званични светски рекорди нису вођени) и оборено 14 олимпијских рекорда.

## Занимљивости
Атлетска такмичења су обележила два несвакидашња догађаја.
- Португалски маратонац Франциско Лазаро је колабирао током трке и убрзо преминуо, што је био први такав случај у историји Игара.

- Американац Џим Торп је победио у две дисциплине петобоју и тек измишљеном десетобоју. Међутим по повратку у САД, где му је приређен свечани дочек, сазнало се да је као играч бејзбола примио новац и на тај начин прекршио правила олимпизма. Његови резултати и рекорди су поништени, он је дисквалификован а његово место дошли су Фердинанд Бије из Норвешке у петобоју и Хуго Висландер из Шведске у десетобоју. Рехабилитован је 1982.

## Земље учеснице
Ово је прво учешће на играма и у атлетским такмичењима за Чиле, Јапан, Луксембург, Португал, Србију и Турску.
| - Аустралазија (5) - Аустрија - Белгија - Бохемија - Канада (18) - Чиле - Данска - Финска (23) - Француска (25) |  | - Немачко царство (24) - Уједињено Краљевство (61) - Грчка (5) - Мађарска (27) - Исланд (1) - Краљевина Италија (12) - Јапан - Луксембург - Холандија |  | - Норвешка - Португалија - Русија - Србија (2) - Јужноафричка Република (7) - Шведска (106) - Швајцарска - Турска - САД (109) |

## Освајачи медаља
| Дисциплина                      |                                                                                                  | Резултат          | | Резултат  | | Резултат      |
| 100 м детаљи                    | Ралф Крејг САД                                                                                   | 10,8              | Алва Мајер САД | 10,9      | Доналд Липинкот САД | 10,9          |
| 200 м детаљи                    | Ралф Крејг САД                                                                                   | 21,7              | Доналд Липинкот САД | 21,8      | Вили Еплгарт · Уједињено Краљевство                                                                                              | 22,0          |
| 400 м детаљи                    | Чарлс Ридпат САД                                                                                 | 48,2 ОР           | Ханс Браун Немачко царство | 48,3      | Едвард Линдберг САД | 48,4          |
| 800 м детаљи                    | Тед Мередит САД                                                                                  | 1:51,9 НРС, ОР    | Мел Шепард САД | 1:52,0    | Ајра Девенпорт САД | 1:52,0        |
| 1.500 м детаљи                  | Арнолд Џексон · Уједињено Краљевство                                                             | 3:56,8 ОР         | Ејбел Кивјат САД | 3:56,9    | Норман Тејбер САД | 3:56,9        |
| 5.000 м детаљи                  | Ханес Колемаинен Финска                                                                          | 14:36,6 ОР        | Жан Буен · Француска (1912) | 14:36,7   | Џорџ Хатсон · Уједињено Краљевство                                                                                               | 15:07,6       |
| 10.000 м детаљи                 | Ханес Колемаинен Финска                                                                          | 31:20,8 ОР        | Луис Туанима САД | 32:06,6   | Албин Стенрос Финска | 32:21,8       |
| Маратон детаљи                  | Кенет Макартур Јужноафричка Република                                                            | 2:36:55           | Кристијан Гитшам Јужноафричка Република                                                                                           | 2:37:52   | Гастон Стробино САД | 2:38:43       |
| 110 м препоне детаљи            | Фредерик Кели САД                                                                                | 15,1              | Џејмс Вендел САД | 15,2      | Мартин Хокинс САД | 15,3          |
| 4 х 100 м детаљи                | Уједињено Краљевство · Дејвид Џејкобс · Хенри Макинтош · Виктор Дарси · Вили Еплгарт             | 42,04             | Шведска · Иван Мелер · Чарлс Лутер · Туре Персон · Кнут Линдберг                                                                  | 42,06     | није додељена | није додељена |
| 4 х 400 м детаљи                | САД Едвард Линдберг Тед Мередит Чарлс Ридпат Мел Шепард                                          | 3:16,6 ОР         | Француска (1912) · Пјер Фаијо · Шарл Лелон · Шарл Пулнар · Робер Шире                                                             | 3:20,7    | Уједињено Краљевство · Ернест Хенли · Џорџ Никол · Сирили Сидхаус · Џејмс Сутер                                                  | 3:23,2        |
| 3.000 м екипно детаљи           | САД 1° Тел Берна 8:44,6 3° Норман Тејбер 8:45,2 5° Џорџ Бонаг 8:46,6 Ејбел Кивијат- Хенри Скот - | 1+3+5 = 9         | Шведска · 2° Торилд Олсон 8:44,6 · 4° Ернст Виде 8:46,2 · 7° Брор Фок 8:47,2 · Џон Зандер 8:48,9 (10) · Нилс Фрикберг 8:49,0 (11) | 2+4+7 =13 | Уједињено Краљевство · 6° Вилијам Котрил 8:46,8 · 8° Џорџ Хатсон 8:47,2 · 9° Сирил Портер 8:48,0 · Едвард Овен - · Вилијам Мур - | 6+8+9 =23     |
| Крос појединачно детаљи         | Ханес Колемаинен Финска                                                                          | 45:11,6           | Хјалмар Андерсон · Шведска | 45:44,8   | Џон Еке · Шведска | 46:37,6       |
| Крос екипно детаљи              | Шведска · 2°Хјалмар Андерсон · 3°Џон Еке · 5°Јосеф Тернстрем                                     | 2+3+5=10          | Финска 1°Ханес Колемаинен 4°Јалмари Ескола 6°Албин Стенрос                                                                        | 1+4+6=11  | Уједињено Краљевство · 15°Фредерик Хибинс · 16°Ернест Главер · 18°Томас Хамфриз                                                  | 15+16+18= 49  |
| 10 км ходање детаљи             | Џорџ Гулдинг Канада                                                                              | 46:28,4           | Ернест Веб · Уједињено Краљевство                                                                                                 | 46:50,4   | Фернандо Алтимани Краљевина Италија                                                                                              | 47:37,6       |
| Скок удаљ детаљи                | Алберт Гатерсон САД                                                                              | 7,60 ОР           | Келвин Брикер Канада | 7,21      | Георг Оберг · Шведска | 7,18          |
| Троскок детаљи                  | Густаф Линдблом · Шведска                                                                        | 14,76             | Георг Оберг · Шведска | 14,51     | Ерик Алмлеф · Шведска | 14,17         |
| Скок увис детаљи                | Алма Ричардс САД                                                                                 | 1,93 ОР           | Ханс Лише Немачко царство | 1,91      | Џорџ Хорин САД | 1,88          |
| Скок мотком детаљи              | Хари Бабкок САД                                                                                  | 3,95 ОР           | Френк Нелсон САД Марк Рајт САД | 3,85      | Вилијам Халпени · Канада · Френк Мерфи · САД · Бертил Угла · Шведска                                                             | 3,80          |
| Скок увис без залета детаљи     | Плат Адамс САД                                                                                   | 1,63              | Бенџамин Адамс САД | 1,60      | Константинос Циклитирас Грчка | 1,55          |
| Скок удаљ без залета детаљи     | Константинос Циклитирас Грчка                                                                    | 3,37              | Плат Адамс САД | 3,36      | Бенџамин Адамс САД | 3,28          |
| Бацање кугле детаљи             | Патрик Макдоналд САД                                                                             | 15,34             | Ралф Роуз САД | 15,25     | Лоренс Витни САД | 13,93         |
| Бацање диска Детаљи             | Армас Таипале Финска                                                                             | 45,21 ОР          | Ричард Берд САД | 42,32     | Џејмс Данкан САД | 42,28         |
| Бацање кладива детаљи           | Мет Макграт САД                                                                                  | 54,74 ОР          | Данкан Гилис Канада | 48,39     | Кларенс Чајлдс САД | 48,17         |
| Бацање копља детаљи             | Ерик Леминг Шведска                                                                              | 60,64 ОР          | Јухо Саристо Финска | 58,66     | Мор Коцан Мађарска | 55,50         |
| Бацање кугле са две руке детаљи | Ралф Роуз САД                                                                                    | 27,70             | Патрик Макдоналд САД | 27,53     | Елмер Никландер Финска | 27,14         |
| Бацање диска са две руке детаљи | Армас Таипале Финска                                                                             | 82,86             | Елмер Никландер Финска | 77,96     | Емил Магнусон · Шведска | 77,37         |
| Бацање копља са две руке детаљи | Јухо Саристо Финска                                                                              | 109,42            | Ваино Сиканијеми Финска | 101,13    | Урхо Пелтонен Финска | 100,24        |
| Петобој детаљи                  | Џим Торп · САД · Фердинанд Бије · Норвешка                                                       | 7 16              | Џејмс Донахју САД | 24        | Френк Лукеман Канада | 24            |
| Десетобој детаљи                | Џим Торп САД · Хуго Висландер Шведска                                                            | 8421,955 7724,495 | Чарлс Ломберг · Шведска | 7413,510  | Јеста Холмер · Шведска | 7347,855      |

1. ↑  На такмичењу је победио Џим Торп, испред Фердинанда Бијеа. Џиму Торпу је после такмичења одузета медаља, јер се сазнало да је неколико година раније добио новац за наступе у професионалној лиги у бејзболу, па су његови резултати брисани. Одлуком МОК-а из 1982. Торпу су његови резултати посмртно признати, али је изабрано неспретно решење по којем он дели златну медаљу са тада другопласираним Фердинандом Бијеом. Торп је на истим играма победио и у десетобоју, гдје је изабрано слично решење по којем дели прво место и златну медаљу иако је на самом такмичењу надмоћно победио.

## Биланс медаља
| Ранг        | Држава                 | Злато | Сребро | Бронза | Укупно |
| 1           | САД                    | 16    | 14     | 12     | 42     |
| 2           | Финска                 | 6     | 4      | 3      | 13     |
| 3           | Шведска                | 4     | 5      | 6      | 15     |
| 4           | Уједињено Краљевство   | 2     | 1      | 5      | 8      |
| 5           | Канада                 | 1     | 2      | 2      | 5      |
| 6           | Јужноафричка Република | 1     | 1      | 0      | 2      |
| 7           | Грчка                  | 1     | 0      | 1      | 2      |
| 8           | Норвешка               | 1     | 0      | 0      | 1      |
| 9           | Француска              | 0     | 2      | 0      | 2      |
| 9           | Немачко царство        | 0     | 2      | 0      | 2      |
| 11          | Мађарска               | 0     | 0      | 1      | 1      |
| 11          | Краљевина Италија      | 0     | 0      | 1      | 1      |
| Укупно (12) | Укупно (12)            | 32    | 31     | 31     | 94     |